# Ferran
Ferran – miejscowość i gmina we Francji, w regionie Oksytania, w departamencie Aude.
Według danych na rok 1990 gminę zamieszkiwało 57 osób, a gęstość zaludnienia wynosiła 10 osób/km² (wśród 1545 gmin Langwedocji-Roussillon Ferran plasuje się na 843. miejscu pod względem liczby ludności, natomiast pod względem powierzchni na miejscu 979.).